# Parafia Wszystkich Świętych w Starym Paczkowie
Parafia Wszystkich Świętych w Starym Paczkowie – parafia rzymskokatolicka, znajdująca się w diecezji opolskiej, w dekanacie Paczków.